# ساموئل بوهورز
ساموئل بوهورز (انگلیسی: Samuel Bouhours؛ زادهٔ ۲۶ ژوئن ۱۹۸۷) بازیکن فوتبال اهل فرانسه است.
از باشگاه‌هایی که در آن بازی کرده‌است می‌توان به باشگاه فوتبال آژاکسیو و باشگاه فوتبال لو مان اشاره کرد.